# Confetti
A Confetti é uma linha de capas de prótese de perna concebida e produzida no Brasil. O produto ganhou notoriedade por oferecer uma nova solução cosmética aos amputados de membros inferiores, uma alternativa à espuma e às capas confeccionadas em impressora 3D. 
A Confetti é produzida pela ID, uma empresa do Grupo ETHNOS, com sede no Rio de Janeiro. 

## História
A ideia do produto surgiu a partir da observação do mercado de amputados no Brasil e no mundo, feita pelo empresário Fernando Costa Jr. e posteriormente compartilhada com os Designers de Produto do escritório de Design FURF, Maurício Noronha e Rodrigo Brenner. 
A parceria resultou no lançamento do primeiro modelo da Confetti em Dezembro de 2016, compatível com amputações do nível transfemural. Posteriormente, em Abril de 2018, foi lançado o segundo modelo, Confetti TT, produto para amputados transtibiais, atendendo usuários com nível de amputação abaixo do joelho.

## Prêmios

### 2017
- Red Dot Award - Product Design (Design de Produto), categoria Health (Saúde) – premiação máxima “Best of the best” (Melhor dos melhores);[4]
- Leão de Bronze no Cannes Lions Festival of Creativity (Festival de Criatividade de Cannes) na categoria Design de Produto;[5][6]
- Brasil Design Award;[7]
- Menção honrosa no 31º prêmio de design do MCB - Museu da Casa Brasileira[8].

### 2018
- iF Design Award, categoria medicina e saúde.[9][10][11]

## Modelos
Confetti
Confetti TT
1. ↑  «Empresa lança capas especiais para próteses, as primeiras de poliuretano no mundo». O Globo. 30 de março de 2017
2. ↑  Dia, O (4 de janeiro de 2017). «Capa para prótese de baixo custo». O Dia - Economia
3. ↑  «furf design studio's confetti prosthetic leg cover». designboom | architecture & design magazine (em inglês). 20 de janeiro de 2017
4. ↑  «Confetti - 2017 | work | Red Dot Award: Product Design». red-dot.de (em inglês). Consultado em 26 de junho de 2018. Arquivado do original em 19 de novembro de 2017
5. ↑  «ETHNOS Produtos Ortopédicos - "Confetti prosthetic leg cover" Cannes Lions International Festival of Creativity 2017». www.adforum.com (em inglês). Consultado em 26 de junho de 2018
6. ↑  «Brasil ganha 99 Leões no festival de publicidade de Cannes». G1
7. ↑  «ABE Design». 16 de outubro de 2017. Consultado em 26 de junho de 2018
8. ↑  [nudesign.com.br], nu. «Museu da Casa Brasileira - MCB». www.mcb.org.br. Consultado em 26 de junho de 2018
9. ↑  «Confetti». iF WORLD DESIGN GUIDE (em inglês). Consultado em 26 de junho de 2018
10. ↑  «Brasileiros são premiados no iF Design Award 2018». casavogue.globo.com. 1 de fevereiro de 2018
11. ↑  «iF Design Award 2018 divulga vencedores; tem brasileiros entre os premiados». Haus. 2 de fevereiro de 2018